# BGL Luxembourg Open 2021
BGL Luxembourg Open 2021, oficiálním názvem BGL BNP Paribas Luxembourg Open 2021, byl tenisový turnaj pořádaný jako součást ženského okruhu WTA Tour, který se odehrával na krytých dvorcích s tvrdým povrchem DecoTurf on Wood komplexu Kockelscheuer Sport Centre. Probíhal mezi 13. až 19. zářím 2021 v lucemburském hlavní městě Lucemburku jako třicátý ročník turnaje. V roce 2020 se nekonal pro pandemii covidu-19.
Turnaj s rozpočtem 189 708 eur patřil do kategorie WTA 250. Nejvýše nasazenou hráčkou v singlové soutěži se stala světová dvanáctá Belinda Bencicová ze Švýcarska, kterou ve čtvrtfinále vyřadila  Ljudmila Samsonovová. Jako poslední přímá účastnice do dvouhry nastoupila 114. hráčka žebříčku, Australanka Astra Sharmaová .
Druhý singlový titul na okruhu WTA Tour vybojovala 18letá Dánka Clara Tausonová. Čtyřhru ovládly Belgičanky Greet Minnenová a Alison Van Uytvancková, které získaly druhou společnou deblovou trofej.

## Rozdělení bodů a finančních odměn

### Rozdělení bodů
| Soutěž  | vítězky | finalistky | semifinalistky | čtvrtfinalistky | 16 v kole | 32 v kole | Q  | Q2 | Q1 |   |
| ------- | ------- | ---------- | -------------- | --------------- | --------- | --------- | -- | -- | -- | - |
| dvouhra | 280     | 180        | 110            | 60              | 30        | 1         | 18 | 12 | 1  |   |
| čtyřhra | 280     | 180        | 110            | 60              | 1         | —         | —  | —  | —  | — |

### Finanční odměny
| Soutěž                                | vítězky  | finalistky | semifinalistky | čtvrtfinalistky | 16 v kole | 32 v kole | Q2      | Q1      |
| ------------------------------------- | -------- | ---------- | -------------- | --------------- | --------- | --------- | ------- | ------- |
| dvouhra                               | 23 548 € | 13 224 €   | 8 145 €        | 4 676 €         | 2 990 €   | 2 450 €   | 1 575 € | 1 024 € |
| čtyřhra                               | 8 306 €  | 4 838 €    | 3 064 €        | 1 854 €         | 1 412 €   | —         | —       | —       |
| částky ve čtyřhře jsou uváděny na pár |          |            |                |                 |           |           |         |         |

## Ženská dvouhra

### Nasazení
| Stát                          | Hráčka                   | WTA | Nasazení |
| ----------------------------- | ------------------------ | --- | -------- |
| Švýcarsko                     | Belinda Bencicová        | 12. | 1.       |
| Belgie                        | Elise Mertensová         | 16. | 2.       |
| Lotyšsko                      | Jeļena Ostapenková       | 30. | 3.       |
| Rusko                         | Jekatěrina Alexandrovová | 34. | 4.       |
| Česko                         | Markéta Vondroušová      | 38. | 5.       |
| Čína                          | Čang Šuaj                | 49. | 6.       |
| Rusko                         | Ljudmila Samsonovová     | 52. | 7.       |
| Francie                       | Alizé Cornetová          | 56. | 8.       |
| Žebříček WTA k 30. srpnu 2021 |                          |     |          |

### Jiné formy účasti
Následující hráčky obdržely divokou kartu do hlavní soutěže:
- Anna-Lena Friedsamová
- Mandy Minellaová
- Stefanie Vögeleová

Následující hráčky si zajistily postup do hlavní soutěže v kvalifikaci:
- Jana Fettová
- Arianne Hartonová
- Jekatěrina Makarovová
- Jule Niemeierová
- Lesja Curenková
- Anastasija Zacharovová

### Odhlášení
před zahájením turnaje
- Clara Burelová → nahradila ji  Océane Dodinová
- Andrea Petkovicová → nahradila ji  Astra Sharmaová
- Kateřina Siniaková → nahradila ji  Aljaksandra Sasnovičová
- Nina Stojanovićová → nahradila ji  Clara Tausonová

## Ženská čtyřhra

### Nasazení
| Stát                                                                       | Hráčka             | Stát     | Hráčka            | WTA  | Nasazení |
| -------------------------------------------------------------------------- | ------------------ | -------- | ----------------- | ---- | -------- |
| Česko                                                                      | Marie Bouzková     | Česko    | Lucie Hradecká    | 93.  | 1.       |
| Indie                                                                      | Sania Mirzaová     | Čína     | Čang Šuaj         | 150. | 2.       |
| Japonsko                                                                   | Eri Hozumiová      | Japonsko | Makoto Ninomijová | 162. | 3.       |
| Bělorusko                                                                  | Lidzija Marozavová | Rumunsko | Andreea Mituová   | 178. | 4.       |
| Žebříček WTA k 30. srpnu 2021; číslo je součtem umístění obou členek páru. |                    |          |                   |      |          |

### Jiné formy účasti
Následující páry obdržely do čtyřhry divokou kartu:
- Anna-Lena Friedsamová /  Lena Papadakisová
- Mandy Minellaová /  Ljudmila Samsonovová

Následující pár nastoupil pod žebříkovou ochranou:
- Vitalija Ďjačenková /  Jana Sizikovová

### Odhlášení
před zahájením turnaje
- Mona Barthelová /  Kaitlyn Christianová → nahradily je  Kaitlyn Christianová /  Anna Karolína Schmiedlová

## Přehled finále

### Ženská dvouhra
- Clara Tausonová vs.  Jeļena Ostapenková, 6–3, 4–6, 6–4

### Ženská čtyřhra
- Greet Minnenová /  Alison Van Uytvancková vs.  Erin Routliffeová /  Kimberley Zimmermannová 6–3, 6–3